# 양호 (진왕)
수 진왕 양호(隋 秦王 楊浩, 586년 11월 22일? ~ 618년 10월 23일(음력 9월 29일))은 중국 수나라의 비정통 황제(재위 : 618년 4월 11일 ~ 618년 10월 23일)이다. 문제의 3남 진왕 양준의 장남으로, 문제의 손자이자 양제의 조카이다. 묘호와 시호는 없으며, 양유, 양동과 달리 정통 황제로 보는 견해는 없고 비정통 황제로 본다. 양제를 시해한 우문화급에 의해 황제로 옹립되었으나, 결국 우문화급에게 암살되었다.

## 참고 문헌
| 전임 양제 양광 | 수나라 비정통 황제 618년 | 후임 공제 양동 |